# Nupe
Nupe, tradicionalmente llamados Tapas por sus vecinos Yoruba, es un grupo étnico que vive principalmente en la región central de Nigeria así como en el norte del país, y son el grupo dominante en el Estado de Níger de Nigeria, y una importante minoría en el de Kwara, también en Nigeria. Representan aproximadamente el 1,2 % de la población total de Nigeria. En su mayor parte musulmanes, están divididos en un gran número de subgrupos que hablan lenguas nupe relacionadas entre sí. Su estado precolonial alcanzó el apogeo entre los siglos XVI y XVIII, pero cayó bajo el dominio de los ingleses a finales del siglo XIX.

## Población y demografía
Existen alrededor de tres millones y medio de nupes, principalmente en el Estado de Níger en Nigeria. Su lengua también se habla en los estados de Kwara y Kogi. Son principalmente musulmanes, siendo solo unos pocos cristianos, y permaneciendo la religión animista pero solo de manera débil.

## Tradiciones, arte y cultura

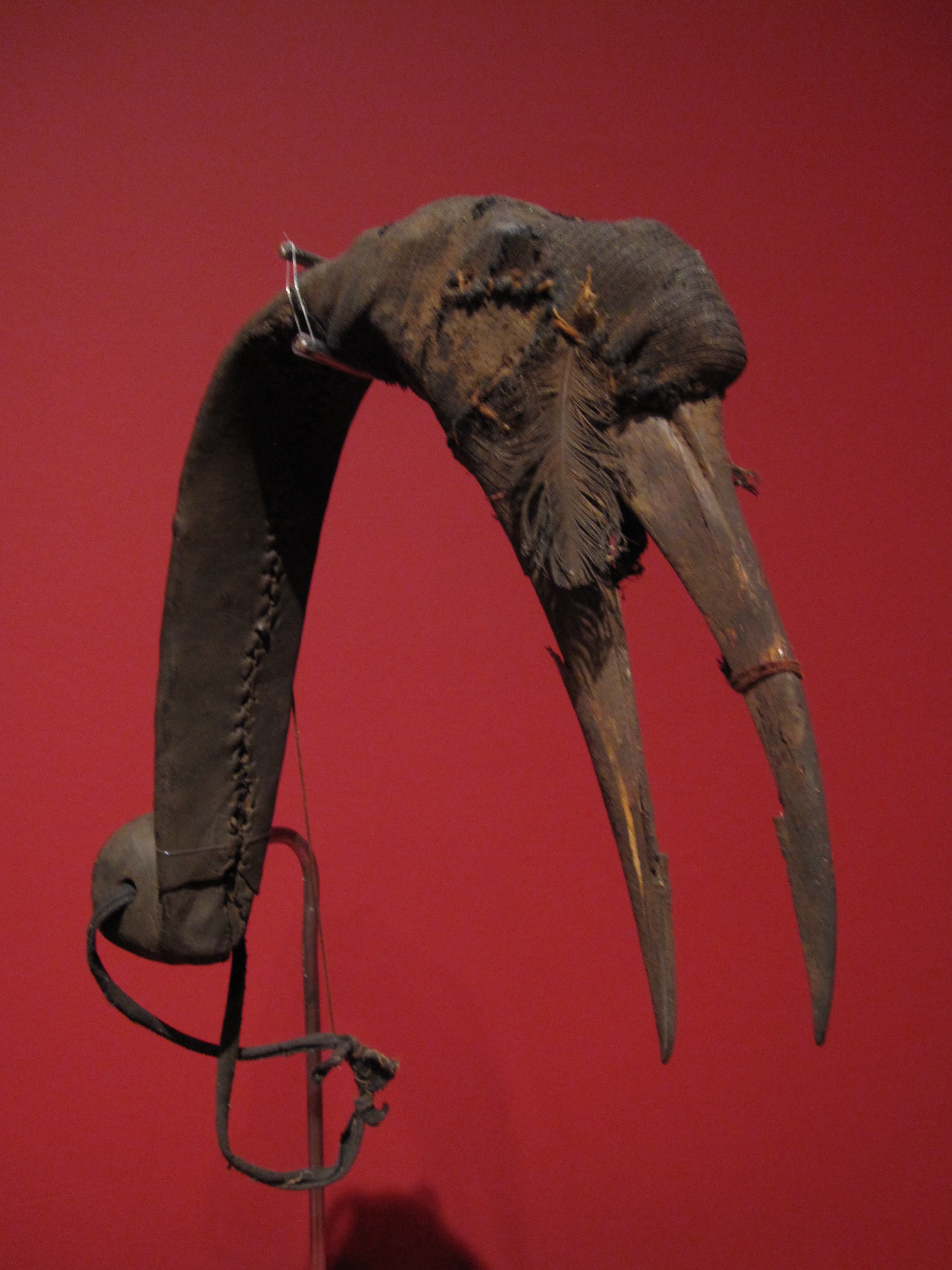
Máscara burtu hecha con madera y utilizada durante la cacería asociada al nacimiento.

Los nupe tienen diversas tradiciones. La mayor parte de su cultura quedó diluida tras la yihad de Usman Dan Fodio, que tuvo lugar en el siglo XIX, pero todavía mantienen parte de su cultura anchestral, muy similar con el antiguo Egipto. Numerosos numa portancicatrices tribales en sus rostros, de modo similar a los Yoruba, tanto para identificar sus antepasados como por protección, así como adornos de joyería. Pero estas tradiciones están desapareciendo en numerosas regiones. 
Su arte es, con frecuencia, abstracto. Son conocidos por su trabajo del algodón.
Los nuper fueron descritos de manera detallada por el etnógrafo Siegfried Nadel, cuyo libro Black Byzantium es un clásico de la antropología.
- Wikimedia Commons alberga una categoría multimedia sobre Nupe.